# Louis Thomas McFadden
Pour les articles homonymes, voir McFadden.
Louis Thomas McFadden né le 25 juillet 1876 et mort le 1er octobre 1936 est un banquier et un homme politique américain. Il fut un représentant républicain de la Pennsylvanie (4 mars 1915 - 3 janvier 1935), président de la Pennsylvania Bankers' Association (1914-15), président de la First National Bank of Canton (1916-25) et président du United States House Committee on Banking and Currency (en) (1920-1931).

## Biographie
McFadden est né à Granville Center (Troy Township, Bradford County), en Pennsylvanie. Il étudia au Warner's Commercial College d' Elmira de New York. En 1882, il fut engagé par la First National Bank of Canton en Pennsylvanie. En 1899, il fut choisi comme caissier (cashier) et devint président de la banque le 11 janvier 1916 jusqu'en 1925.
De 1906 à 1907, il fut le trésorier de la Pennsylvania Bankers’ Association, et son président en 1914 et 1915. En 1914, il fut nommé comme administrateur de l'université d'État de Pennsylvanie par les sociétés agricoles de l'État de Pennsylvanie.
En 1914, McFadden fut élu Représentant républicain du 64e Congrès. Il le resta pendant les neuf Congrès suivant. Il servit comme Président du United States House Committee on Banking and Currency (en) du 66e Congrès au 71e, soit de 1920 à 1931. De 1915 à 1923, il fut représentant du 14e District, puis de 1923 à 1935 représentant du 15e District.
Bien que réélu sans opposition en 1932, il perdit les élections contre le candidat démocrate en 1934 par une différence de 561 voix. En 1936, il n'obtint pas la nomination du Parti républicain.
Pacifiste, McFadden était critique de l'engagement militaire des États-Unis dans la Première Guerre mondiale. Il considérait que l'Angleterre avait su manipuler la diplomatie américaine, notamment par le biais du Colonel House, afin de compléter les rangs décimés de son armée par de jeunes soldats américains et ainsi de ne pas avoir à engager de nouvelles troupes.
Le 25 février 1927, le président Coolidge approuve le McFadden Act. L'initiateur principal de la loi était le Comptroller of the Currency Henry M. Dawes (en) et avait été présenté au Congrès par Louis Thomas McFadden le 11 février 1924. Le McFadden Act avait pour objectif de favoriser la compétition entre les banques nationales en  interdisant spécifiquement la création de filiales bancaires inter-étatiques. Cette loi a été depuis amendée, notamment par le Riegle-Neal Act.
McFadden est célèbre pour ses critiques de la Réserve fédérale, qu'il considérait comme contraire aux intérêts du peuple américain. Le 10 juin 1932, McFadden fit un discours de 25 minutes devant la Chambre des représentants, durant lequel il accusa la Réserve fédérale d'avoir délibérément provoqué la Grande Dépression.
En 1932, McFadden initia une procédure d’impeachment contre le président Herbert Hoover, et introduisit devant la Chambre une résolution accusant de conspiration le Conseil des gouverneurs de la Réserve fédérale.
En 1933, McFadden introduisit la résolution no 158 de la Chambre, initiant une procédure d’impeachment contre le Secrétaire du Trésor, deux assistants du secrétaire du Trésor, le Conseil des gouverneurs de la Réserve fédérale et des directeurs et fonctionnaires de ses douze banques régionales.
McFadden a été la cible de plusieurs tentatives de meurtres. On lui tira deux fois dessus à Washington, D.C. alors qu'il descendait d'un taxi devant l'un des hôtels de la capitale, les deux balles s'encastrèrent dans le taxi. Il survécut à un violent malaise lors d'un banquet politique à Washington, D.C. grâce à la présence d'un médecin qui lui fournit un traitement d'urgence. Ce médecin annonça ultérieurement qu'il s'agissait d'un empoisonnement.
En 1936, la mort soudaine de McFadden est attribuée à une crise cardiaque, lors d'une visite à New York; l'hypothèse d'un empoisonnement a rapidement été émise. Il est enterré dans le East Canton Cemetery de Canton en Pennsylvanie.

## Citations
Extrait de son célèbre discours du 10 juin 1932 devant la Chambre des représentants

« Monsieur le Président, nous avons dans ce pays une des institutions les plus corrompues qui ait jamais existé dans le monde. Je fais référence au Conseil de la Réserve Fédérale et aux banques de la Réserve Fédérale. Le Conseil de la Réserve Fédérale, un conseil gouvernemental, a fraudé le gouvernement des États-Unis d'assez de monnaie pour payer la dette nationale. Les déprédations et les iniquités du Conseil de la Réserve Fédérale et des banques de la Réserve Fédérale agissant ensemble ont coûté à ce pays assez de monnaie pour payer plusieurs fois la dette nationale. Cette institution diabolique a appauvri et ruiné le peuple des États-Unis; s'est elle-même mise en banqueroute, et a pratiquement mis en banqueroute notre Gouvernement. Elle a fait ceci grâce aux défauts de la loi sous laquelle elle opère, grâce à la mauvaise administration de cette loi par le Conseil de la Réserve Fédérale et grâce aux pratiques de corruption des vautours qui la contrôlent.
Ce qu'il faut ici est un retour à la Constitution des États-Unis. Il nous faut un divorce complet de la Banque et l'État. La vieille lutte qui fut menée ici à l'époque de Jackson doit être à nouveau menée... L'Acte de la Réserve Fédérale doit être abrogé et les Banques de la Réserve Fédérale, ayant violé leurs chartes, doivent être immédiatement liquidées. D'infidèles fonctionnaires du Gouvernement qui ont violé leurs serments doivent être mis en accusation et amenés au tribunal. À moins que nous le fassions, je prédis que le peuple américain, outragé, volé, pillé, insulté et trahi comme il l'est dans son propre pays, se mettra en colère et enverra ici un Président qui expulsera du temple les manipulateurs de la monnaie. »

« Mr. Chairman, we have in this country one of the most corrupt institutions the world has ever known. I refer to the Federal Reserve Board and the Federal reserve banks. The Federal Reserve Board, a Government board, has cheated the Government of the United States out of enough money to pay the national debt. The depredations and the iniquities of the Federal Reserve Board and the Federal reserve banks acting together have cost this country enough money to pay the national debt several times over. This evil institution has impoverished and ruined the people of the United States; has bankrupted itself, and has practically bankrupted our Government. It has done this through defects of the law under which it operates, through the maladministration of that law by the Federal Reserve Board and through the corrupt practices of the moneyed vultures who control it.
What is needed here is a return to the Constitution of the United States. We need to have a complete divorce of Bank and State. The old struggle that was fought out here in Jackson's day must be fought over again…The Federal Reserve Act should be repealed and the Federal Reserve Banks, having violated their charters, should be liquidated immediately. Faithless Government officers who have violated their oaths of office should be impeached and brought to trial. Unless this is done by us, I predict that the American people, outraged, robbed, pillaged, insulted, and betrayed as they are in their own land, will rise in their wrath and send a President here who will sweep the money changers out of the temple. »

## Œuvres
Articles
- Louis T. McFadden, Danger Signals in the Present International Financial Situation, Annals of the American Academy of Political and Social Science, vol. 144, juillet 1929
- Louis T. McFadden, The Reparations Problem and the Bank for International Settlements, Annals of the American Academy of Political and Social Science, vol. 150, Economics of World Peace, juillet, 1930
- Louis T. McFadden, Gold and Gold Requirement in Close Race, The magazine of Wall Street, January 1931, p. 350

Discours
- Louis T. McFadden, Louis T. McFadden on the Federal Reserve., 10 juin 1932, Modern History Project.
- Louis T. McFadden, Collective speeches of Congressman Louis T. McFadden; as compiled from the Congressional Record. Hawthorne, Calif.: Omni Publications, 1970.
- Louis Thomas McFadden, Congressman Louis T. McFadden on the Federal Reserve Corporation: Remarks in Congress, 1934, Forum Pub. Co, 1936;